# Rafael Lorente Escudero
Rafael Lorente Escudero (* 3. Februar 1907 in Montevideo, Uruguay; † 22. März 1992 ebenda) war ein uruguayischer Architekt.
Lorente Escudero studierte ab 1926 an der Fakultät für Architektur (Facultad de Arquitectura) der Universidad de la República. 1934 schloss er das Studium erfolgreich mit dem Titel eines Architekten ab.
Gemeinsam mit seinem Sohn, dem Architekten und Bildhauer Rafael Lorente Mourelle (* 1940) sowie Juan J. Lussich zeichnete er für die Errichtung des 1971 eröffneten Bauwerks Asociación de Empleados Bancarios del Uruguay in Montevideo verantwortlich.
Ebenfalls ist sowohl der zentrale Verwaltungssitz der ANCAP in der Avenida Libertador als auch eine 1944 errichtete Tankstelle dieses Unternehmens im montevideanischen Barrio Carrasco sowie diejenige auf der Avenida Gorlero in Punta del Este auf ihn zurückzuführen. Auch das 1947 entstandene Cine Plaza y Central zählt zu seinen Projekten. Überdies ist der Cantegril Country Club in Punta del Este sein Werk.

## Weiterführende Literatur
- Julio Gaeta: Rafael Lorente Escudero 1907 -1992; Monografía Elarqa 1. Montevideo: Editorial Dos Puntos, 1993[9]